# مجتبی انصافی
مجتبی انصافی (فارسی: مجتبی انصافی؛ زادهٔ ۶ ژوئن ۱۹۸۲) یک بازیکن فوتبال اهل ایران است.
از باشگاه‌هایی که در آن بازی کرده‌است می‌توان به باشگاه فوتبال یزد لوله، باشگاه فوتبال استقلال تهران، باشگاه فوتبال تربیت یزد، باشگاه فوتبال برق شیراز، باشگاه فوتبال راهیان کرمانشاه، باشگاه فوتبال مس کرمان، باشگاه فوتبال ابومسلم خراسان و باشگاه فوتبال ملوان بندر انزلی اشاره کرد.